# Ptinus affinis
Ptinus affinis is een keversoort uit de familie klopkevers (Ptinidae). De wetenschappelijke naam van de soort werd in 1871 gepubliceerd door Jules Desbrochers des Loges.